# Classe Doubna

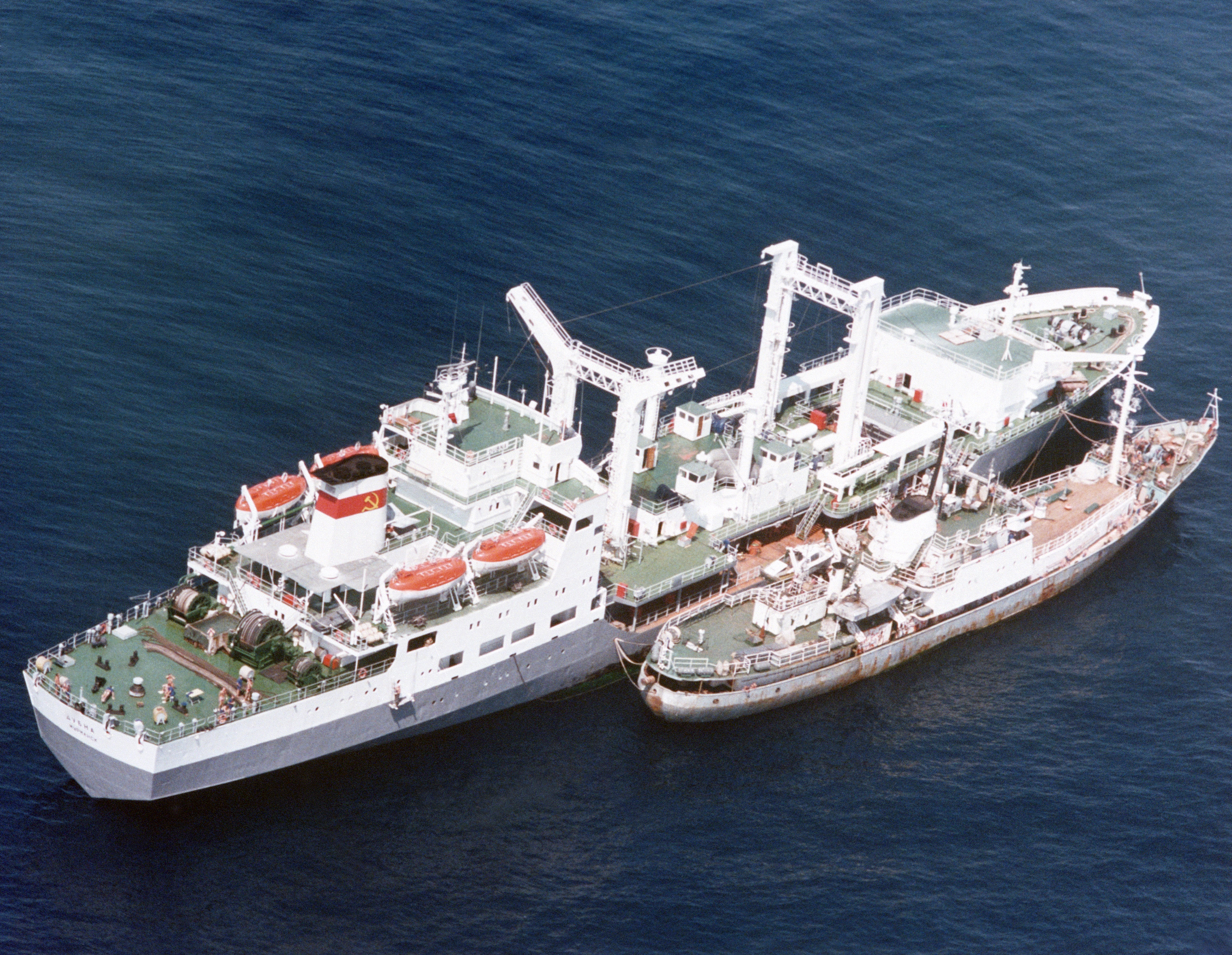

La Classe Doubna  est une classe de navire ravitailleur pétrolier de la marine russe.

## Bâtiments
Il en a été construit 4 exemplaires durant les années 1970. Il reste en service 2 unités au sein de la Flotte du Pacifique.
- Doubna : entrée en service en 1974 ;
- Petchenga : entrée en service en 1978, utilisée également pour des activités commerciales, mais également à disposition de la flotte.

La Sventa a été cédée à l'Ukraine en 1997, renommé Kerch et démantelé en 2004. Le Irkout a été démantelée en 1996.